# Article 89 de la Constitution belge
Pour les articles homonymes, voir Article 89 de la Constitution.
L'article 89 de la Constitution belge fait partie du titre III Des pouvoirs. Il garantit au roi une liste civile fixe pour toute la durée de son règne.
Il date du 7 février 1831 et était à l'origine — sous l'ancienne numérotation — l'article 77. Il n'a jamais été révisé.

## Texte
« La loi fixe la liste civile pour la durée de chaque règne. »

## Commentaire
Cet article est une exception à l'article 170 de la Constitution qui prévoit que le budget est voté annuellement. Il contribue à une séparation des pouvoirs en permettant au souverain de ne pas être dépendant chaque année du Parlement. 
Les dotations que reçoivent les autres membres de la famille royale ne sont pas garanties constitutionnellement.
La liste est indexée chaque année.
La liste du roi Albert II avait été votée par la loi du 16 novembre 1993, tandis que la liste civile du roi actuel, Philippe, a été votée le 10 octobre 2013. Par ailleurs, elle a vu des modifications s'effectuer au sujet des dotations des membres de la famille royale, notamment une réduction du nombre de ses membres pouvant en bénéficier.